# Systoechus oreas
Systoechus oreas är en tvåvingeart som beskrevs av Osten Sacken 1877. Systoechus oreas ingår i släktet Systoechus och familjen svävflugor. Inga underarter finns listade i Catalogue of Life.